# Пубал
Пубал (пол. Pubal; нар. прибл. 24 липня 2005, біля Рябе, Ліський повіт) — самець зубра, який прославився на південному сході Польщі своїми дружніми стосунками з людьми та небажанням реінтегруватися в дику природу. Висвітлення у ЗМІ його численних втеч з неволі у пошуках контакту з людьми принесло йому певну популярність серед громадськості. Його називають одним з найвідоміших зубрів в історії і єдиним відомим випадком, коли особина його виду зберігає дружній контакт з людьми протягом усього життя.
Окрім широкого висвітлення у ЗМІ його дружніх зустрічей з місцевими жителями та туристами, Пубал також згадується у багатьох книгах та статтях. Про нього також написана поема та балада, що отримала нагороду. У 2007 році телеканал TVP3 Rzeszów створив і показав короткометражний документальний фільм про Пубала під назвою «Скорбота зубра». Фільм, знятий режисером Яцеком Шареком, отримав такі нагороди, як перше місце на 9-му міжнародному фестивалі туристичних фільмів «TOUR — FILM» у Познані, а згодом був показаний учням початкових шкіл у травні 2008 року. Хоча в польській історії до цієї історії з середини 2000-х років з'явилося кілька історій про довгі та самотні подорожі зубрів, як, наприклад, у випадку з Пулпітом і Пулоном з 1960-х років, жодна з них не мала такої тісної взаємодії з людиною, як у випадку з Пубалом.